# Vacovice
Vacovice falu és önkormányzat (obec) Csehország Dél-csehországi kerületének Strakonicei járásában. Területe 2,6 km², lakosainak száma 69 (2008. 12. 31). A falu Strakonicétől mintegy 16 km-re délnyugatra, České Budějovicétől 54 km-re nyugatra, és Prágától 115 km-re délnyugatra fekszik.
A település első írásos említése 1467-ből származik.

## Népesség
A település népessége az elmúlt években az alábbi módon változott:
| Lakosok száma | 229  | 235  | 212  | 145  | 100  | 57   | 48   | 51   | 42   | 52   |
|               | 1869 | 1900 | 1921 | 1961 | 1980 | 2011 | 2016 | 2019 | 2021 | 2024 |